# Zona del Valle del Mocotíes
El Valle del Mocotíes o Zona del Valle del Mocotíes es una subregión político-administrativa del estado Mérida, localizada al occidente de la capital del estado, en el suroeste del mismo. Está delimitada al norte por los ríos Escalante, Guaruríes y Culegrías; al sur, por los ríos Guaraque y Río Negro; al este, por el Río Chama y al oeste, por el río Uribante. La zona del Mocotíes ha sido una región importante en el desarrollo agroturístico del estado Mérida debido a su extensa geografía, conformada por verdes montañas, formaciones rocosas, cascadas, ríos, lagunas y páramos; destacando entre ellos el Parque Nacional General Juan Pablo Peñaloza (Páramo El Batallón y La Negra). Además de su variada geografía, estas tierras poseen una cultura muy amplia, donde se funde lo clásico con lo contemporáneo, siendo prueba de esto su arquitectura, sus artes plásticas y su folclore. 
Las poblaciones de Santa Cruz de Mora, Mesa Bolívar y Mesa de Las Palmas del Municipio Antonio Pinto Salinas; las poblaciones de Bailadores y La Playa del Municipio Rivas Dávila; la ciudad de Tovar y las poblaciones de San Francisco, El Amparo y El Peñón del municipio Tovar; las poblaciones de Zea y Caño El Tigre del Municipio Zea; y la población de Guaraque del Municipio Guaraque son el ejemplo de una región llena de idiosincrasia, cultura, progreso, trabajo y respeto por sus raíces. Para efectos de gentilicio, y basados en aspectos de determinismo geográfico, se pueden incluir algunas localidades como La Palmita, del municipio Alberto Adriani, así como Chiguará y Estanques del municipio Sucre.

## Toponimia
Recibe su nombre gracias al río Mocotíes, que pasa por Bailadores y nace a una altura de 3.512 m en el Páramo de La Negra. El río se desliza con timidez en sus inicios hacia la parte alta del valle, bañando con sus aguas paisajes bucólicos de pastos de cultivo y campos feraces, donde se le conoce como río Zarzales. Al llegar a la aldea Las Tapias, toma el nombre de Mocotíes. Atraviesa, en su recorrido de 120 kilómetros, las poblaciones de Verihuaca, Las Tapias, Otra Banda, Bailadores, La Playa, Tovar, Santa Cruz de Mora y La Victoria, donde finalmente ofrenda sus aguas caudalosas al Río Chama.
Podemos hacer un recorrido casi completo de esta zona si venimos desde La Grita, a través de la Carretera Trasandina, la cual sigue el curso del Mocotíes muy de cerca. Al entrar al estado Mérida, observamos las enormes montañas del Páramo de La Negra y el páramo de Verihuaca, alcanzando alturas de más de 3.000 msnm, que forman valles profundos de gran belleza y colorido por la lozanía de sus pastos eternamente húmedos y verdes. Entre las faldas de la montaña se esconden pequeñas aldeas, diseminadas entre los potreros y las siembras de trigo y hortalizas.

## Geografía

### División político-territorial
| Bandera | Escudo | Municipio             | Capital            | Parroquias                                                   | Principales Localidades | Ubicación en el Mapa estadal |
| ------- | ------ | --------------------- | ------------------ | ------------------------------------------------------------ | --- | ---------------------------- |
|         |        | Rivas Dávila          | Bailadores         | 1. Bailadores 2. Gerónimo Maldonado                          | Bailadores, La Playa, Mariño, Bodoque, San Pablo, La Otra Banda, Las Tapias, Mesa de Adrián, Las Playitas y Los Quemados. |                              |
|         |        | Tovar                 | Tovar              | 1. Tovar 2. El Llano 3. San Francisco 4. El Amparo           | Tovar, San Francisco, El Amparo, El Peñon, San Diego, San Pedro, Mariño, La Armenia, El Cacique, Villa Socorro, El Carrizal, Siloe, Tacarica , Pata de Gallina, Los Higuerones, Santa Barbara, Buscatera, La Jabonera, Cucuchica y Las Cocuizas. |                              |
|         |        | Antonio Pinto Salinas | Santa Cruz de Mora | 1. Santa Cruz de Mora 2. Mesa de Las Palmas 3. Mesa Bolivar. | Santa Cruz de Mora, Mesa de Las Palmas, Mesa Bolivar, La Victoria, San Felipe, San Rafael del Guayabal, El Portón, La Armenia, El Tabacal, Bocadillos de Trinidad, Cuchilla de Huacas, Cumbre Pinto, El Bordo, El Guayabal, El Portón, La Macana, Los Pozuelos, Los Ranchos, Mesa de La Vieja, Monte Frio, Paiva, Paramito, Quebrada Negro, San Isidro, San Pedro, Vega de San Isidro, Mesa del Guamo, Las Espensas, El Maporal, Mesa de San Jose, Rancheria, Bolero, La Providencia, El Mijagual y Santa Marta. |                              |
|         |        | Zea                   | Zea                | 1. Zea 2. Caño El Tigre                                      | Zea, Caño El Tigre, Cuchilla del Niño, El Playon, Palmarito y La Llorona |                              |
|         |        | Guaraque              | Guaraque           | 1. Guaraque 2. Río Negro 3. Mesa Quintero                    | Guaraque es la única localidad perteneciente a la Zona del Mocotíes |                              |

### Relieve
Se caracteriza por ser un relieve irregular, accidentado, quebrado con pendientes superiores al 45% en la mayoría de los casos, interrumpido por el surco del Río Mocotíes, relleno por formaciones que datan del cuaternario, lo cual hace que de 35.221 hectáreas que constituyen dicha subregión, solo el 10%, o sea aproximadamente 3.330 hectáreas, sean terrenos disponibles para el asentamiento poblacional, ya que el resto lo constituyen vertientes y pendientes.
Existen 2 formaciones importantes que destacan en esta zona: la primera formada por un valle en forma de "V" cuya dirección va en sentido de la falla de Boconó, rodeada por 2 importantes cordilleras montañosas que comienza en los páramos de La Negra, Verihuaca y Los Carreros en donde nace el Río Mocotíes, descendiendo por las aldeas de la otra Banda, las tapias y las playitas, atravesando las poblaciones de Bailadores, La Playa y Tovar, en donde se une con el Valle formado desde Guaraque, San Francisco, el carrizal y Tacarica, para atravesar el Peñon, Villa de Socorro, el Cacique, La Armenia, El Tabacal, Santa Cruz de Mora y La Victoria, tocando las cercanías con las aldea de la Providencia y Mesa de Bolívar hasta la confluencia del mencionado río con el caudal del Río Chama; la otra formación comprende la depresión del páramo de Mariño, la cual va desde una altura aproximada de 2.000 msnm en el mencioando páramo hasta las planicies del la zona Sur del Lago de Maracaibo, en la cual se forma un estrecho valle en donde se asientan poblaciones como Mariño, El Amparo, La Llorona, El Cambur, Zea, La Cuchilla del Niño, El Playón, Caño El Tigre, entre otros.

### Clima
El clima varía de acuerdo a las elevaciones, en la cual se sitúa cada asentamiento poblacional, pasando de temperaturas por debajo de los 10 °C en los Páramos de La Negra, Verihuaca, Los Carreros y Mariño, así como las poblaciones de Las Tapias, La Otra Banda, Las Playitas y Bailadores, temperaturas entre los 10º y 16 °C en Guaraque y San Francisco a temperaturas entre los 18º y los 22 °C en las poblaciones de Tovar, La Playa, Zea, El Peñon, Mesa de Bolívar y Mesa de Las Palmas, y temperaturas superiores a los 22 °C en las poblaciones de Santa Cruz de Mora y Caño El Tigre.

## Localidades de la Zona del Mocotíes

### Municipio Tovar
- La Ciudad de Tovar, con aproximadamente 48.395  habitantes, es la capital del municipio homónimo y de la subregión merideña del Valle del Mocotíes, ubicada al sur oeste del estado Mérida a unos 74 km de la capital, con un clima promedio de 21 °C y a una altitud de 952 msnm; es considerado el centro económico del Valle del Mocotíes, así como el epicentro de desarrollo tecnológico, cultural, turístico y deportivo de esta subregión del estado Mérida, es la 3.ª localidad más grande del estado después de ciudad de Mérida, la ciudad de El Vigía. La Ciudad de Tovar  es  conocida en toda Venezuela como “La Cuna del Arte Merideño” considerada como la capital cultural del estado, nombre que deriva de la gran cantidad de pintores, músicos, escultores, orfebres, actores y actrices, poetas, escritores, toreros, entre otros representantes de esta expresión humanística, por lo que es sede de instituciones como la Escuela de Artes Visuales de La Universidad de los Andes, el Centro Cultural "Elbano Méndez Osuna", Ateneo "Jesús Soto", Fundación de Artes Escénicas "Gian Domenico Pulitti", Fundación Festival Internacional del Violín de Los Andes, Fundación "Ruta del Arte", Fundación "Arco Iris", el Museo de Arte Tovar, entre otras. Funge como capital político-administrativa de dicha zona por ser el centro de mayor población, además de ser el centro geográfico y la sede de importantes instituciones públicas y privadas de servicios, educación, deporte, cultural y salud como:

- - Alcaldía del Municipio Tovar.
  - Dirección del Distrito Sanitario Tovar.
  - Dirección del Distrito Escolar #05 del estado Mérida.
  - Oficina de Relaciones para la Zona del Mocotíes de la Gobernación del estado Mérida.
  - SAIME.
  - Guarnición de la Guardia Nacional Bolivariana.
  - Subdelegación del C.I.C.P.C.-Tovar.
  - Subcomisaria #03 de la Policía Regional del estado Mérida.
  - Subestación Mocotíes del Cuerpo de Bomberos del estado Mérida.
  - Subestación Mocotíes del IMPRADEM.
  - Oficina Mocotíes de CORPOELEC.
  - Núcleo Universitario "Valle de Mocotíes" de la Universidad de los Andes.
  - Extensión Tovar de la Universidad Nacional Experimental Politécnica de la Fuerza Armada Bolivariana.
  - Oficina de Apoyo Tovar de la Universidad Nacional Abierta.
  - Universidad Deportiva del Sur.
  - Aldea Universitaria Tovar de la Universidad Bolivariana de Venezuela.
  - Extensión Tovar de la Universidad Politécnica Territorial de Mérida.
  - Plaza de Toros "Coliseo El Llano" de Tovar.
  - Mercado Municipal "El Campesino".
  - Terminal de Pasajeros "Don Rafael Vivas".

- San Francisco: entidad urbana y rural a la vez, ella constituye una pequeña parte del casco urbano de la Ciudad de Tovar como lo son los sectores Tacarica, Urb. Los Educadores y el Samán, sin embargo su principal asentamiento es la población de San Francisco la cual se encuentra a 10 minutos de la capital del municipio, es un sector netamente agrícola en el cual se cultivan diferentes rubros alimenticios, aunque su principal y más importante producto es el típico "Chimó" derivado de la pasta de tabaco. También lo forman las aldeas de la Puerta y El Carrizal. Posee una población de 2.398 hab. para el año 2001.

- El Amparo: centro poblado ubicado en lo alto de la serranía de Miraflores, en el Municipio Tovar, a más de 1.100 msnm, cuenta con una población cercana a los 2.515 habitantes.

### Municipio Antonio Pinto Salinas
- Santa Cruz de Mora es un importante centro urbano dentro del Valle del Mocoties en el estado Mérida de Venezuela, Tiene 20.212 habitantes (2013). La población es la capital del Municipio Antonio Pinto Salinas y un importante centro de producción y distribución del café ubicada a 622 msnm, se encuentra a unos 20 minutos de la ciudad de Tovar. La población posee además, algunas edificaciones históricas que han ayudado a fomentar el turismo en la zona como son:

- - La Iglesia de Nuestra Señora del Carmen en el Casco Histórico del pueblo
  - El Puente y bulevar Libertador
  - La Hacienda La Victoria en las afueras de la misma, siendo esta última un museo histórico del Café y del Inmigrante, dicha localidad es sede de la Alcaldía del Municipio Antonio Pinto Salinas
  - El Hospital tipo I "Dr. Heriberto Romero"
  - La Extensión La Victoria de la Universidad Nacional Experimental Sur del Lago Jesús María Semprum.

- Mesa Bolívar: población con impactante atractivo turístico, se ubica a unos 30 minutos de la Ciudad de Tovar y a unos 15 minutos de la Ciudad de El Vigía, cuenta con una población cercana a los 5.131 habitantes.

- Mesa de Las Palmas: población agrícola por excelencia ubicada a 1100 msnm a unos 30 minutos de Tovar, cuenta con una población cercana a los 2.431 habitantes.

### Municipio Rivas Dávila
- Bailadores: Tiene una población aproximada de 16.841 habitantes (2013), población de carácter agrícola y turístico, siendo el principal centro de producción de rubros como la papa, las fresas, el cebollín y la cebolla, entre otros productos agrícolas, es además, uno de los centros poblados más grandes de la zona y del estado Mérida, se ubica a unos 20 minutos de la ciudad de Tovar. Es la capital del Municipio Rivas Dávila el cual se encuentra localizado dentro de un valle en forma de V en la Cordillera de Mérida y en su totalidad el área ocupa la cuenca alta del Río mocotíes, su ubicación Geográfica es en la Zona sur occidental de Venezuela, al Sudoeste del estado Mérida, con una extensión de 187 km² donde podemos encontrar mesetas, montañas y bosques con una altitud a nivel de la plaza Bolívar de 1745 msnm . Se caracteriza por el importante número de plazas camas que puede albergar gran cantidad de turistas y visitantes, la presencia de entes bancarios como Provincial BBVA, SOFITASA y Bicentenario, además es sede importantes instituciones como:

- - La Alcaldía del Municipio Rivas Dávila
  - El Hospital tipo I "Aida de Montilva"
  - La Extensión Bailadores de la Universidad Politécnica Territorial de Mérida
  - La Aldea Universitaria Bailadores de la Universidad Bolivariana de Venezuela.

- La Playa: población a menos de 10 minutos de la ciudad de Tovar, para muchos considerada parte de ella, se eleva a unos 1.200 msnm[5] Tiene 4.204 habitantes dedicados a la agricultura y al turismo de posadas.

### Municipio Zea
- Zea: Se encuentra ubicado a 20 minutos de la ciudad de Tovar, al suroeste del Estado Mérida, presenta dos zonas diferenciables, el norte y centro del territorio ocupan un relieve montañoso bajo a unos 300 metros de altitud con vegetación de bosque húmedo tropical, en la zona sur las elevaciones son desde los 600 msnm hasta los 1.800 msnm en el páramo de Mariño. La temperatura promedio anual es de 22 °C con precipitaciones anuales de 1390mm, es sede de la Extensión Zea del Núcleo Mérida de la Universidad Pedagógica Experimental Libertador. Tiene 6.566 Hab.

- Caño El Tigre: este pequeño poblado se ubica en el pie de monte del Parque nacional General Juan Pablo Peñaloza, en una zona de transición entre el Valle del Mocotíes y la Zona Sur del Lago de Maracaibo, cuenta con una población de 3.050 habitantes.

### Municipio Guaraque
- Guaraque: capital del Municipio Guaraque, es una región montañosa ubicada en Los Andes venezolanos, parte del municipio se encuentra protegida por el Parque nacional Páramos Batallón y La Negra, se eleva sobre los 1.500 metros de altitud, es una población de carácter agrícola y turístico. Tiene 4.564 Habitantes (2013).

## Transporte y Comunicación

### Localización
La Zona del Valle del Mocotíes está localizada al occidente de la Ciudad de Mérida, capital del estado homónimo, por lo cual se encuentra delimitado por noreste con la Zona Metropolitana de Mérida, por el este y sudeste con los Pueblos del Sur, por el Sur, Suroeste y Oeste con el estado Táchira y por el Norte y el Noroeste con la Zona Sur del Lago de Maracaibo, esto le confiere una importante comunicación e intercambio económico, político, social y cultural con las ciudades de Mérida, El Vigía, Santa Barbara del Zulia, La Tendida, Coloncito, La Grita y San Cristóbal, hecho que obligó a la construcción de importante obras de vialidad para que tal hecho ocurriera.
| Noroeste: Estado Táchira Municipio Simón Rodríguez                   | Norte: Sur del Lago de Maracaibo Municipio Alberto Adriani | Nordeste: Área Metropolitana de Mérida Municipio Sucre |
| Oeste: Estado Táchira Municipio Simón Rodríguez / Municipio Jáuregui |                                                            | Este: Pueblos del Sur Municipio Arzobispo Chacón       |
| Suroeste: Estado Táchira Municipio Jáuregui / Municipio Uribante     | Sur: estado Táchira Municipio Uribante                     | Sureste: Pueblos del Sur Municipio Arzobispo Chacón    |

### Vialidad
El principal eje vial del Valle del Mocotíes lo constituye la denominada Local 007, la cual atraviesa la mayor parte de la subregión, recorriendo desde el distribuidor vial de Estanques en la Autopista Rafael Caldera hasta los límites con el estado Táchira, atravesando los municipios Antonio Pinto Salinas, Tovar y Rivas Dávila hasta llegar a la ciudad de La Grita en el Municipio Jáuregui del estado Táchira, constituyendo la columna vertebral de toda la vialidad de la mencionada zona; esta forma parte de la Troncal Nacional 7 conocida como la Carretera Trasandina, la cual fue inaugurada en 1925 bajo la gestión del presidente Juan Vicente Gómez. Hoy día la mencionada carretera ha sufrido diferentes remodelaciones en sus tramos, al igual que la construcción de nuevas arterias viales como la avenida Antonio Pinto Salinas en Santa Cruz de Mora, las avenidas Cipriano Castro, Cristóbal Mendoza, Domingo Alberto Rangel, Johan Santana y la Táchira en Tovar, la avenida Rivas Dávila en La Playa y las avenidas Bolívar y Toquisay de Bailadores.
Uno de las principales carreteras de la Zona del Mocotíes la representa la Local 003 conocida como la Carretera de Zea-La Y, la cual se empalma con la Carretera Panamericana de Venezuela en su tramo Mérida-Táchira, recorriendo desde el sector La Y del Municipio Zea hasta la ciudad de Tovar, atravesando localidades como Caño El Tigre y Zea en el Municipio Zea y El Amparo en el Municipio Tovar. De esta carretera se derivan pequeñas vialidades que conducen a poblados como San Simón y La Tendida en el estado Táchira, la carretera que conduce hacia las aldeas de Mariño de Tovar, Mariño de Bailadores, San Pablo y Bodoque, y la carretera que conduce hacia las aldeas de San Pedro, Pata de Gallina y Siloe, siendo las 3 vías de penetración agrícola de pequeña envergadura con características rústicas en diferentes tramos, en especial las 2 últimas las cuales permiten de manera alterna comunicar a Zea y Tovar con las poblaciones de Bailadores y Santa Cruz de Mora respectivamente.
Otro de los principales accesos a la Zona del Mocotíes lo constituye la Local 002 conocida como la Carretera de La Palmita, la cual fue construida en 1929 con el fin de conectar a la entonces población de El Vigía con las poblaciones de Mesa Bolívar, Santa Cruz de Mora y Tovar, así como facilitar la comunicación de los habitantes del Sur del Lago de Maracaibo con la Ciudad de Mérida al empalmar esta carretera con la Carretera Trasandina. Luego de la inauguración de la Autopista Rafael Caldera en el año 1997, este tramo vial quedaría como ruta alterna a la recién creada autopista, además de ser la única vía que permite la comunicación con el poblado de Mesa Bolívar del Municipio Antonio Pinto Salinas.

### Terminales Terrestres
- Terminal de Pasajeros "Don Rafael Vivas": es la 3.ª estación terminal de transporte terrestre del estado y la más importante del Valle del Mocotíes, lo cual le ha conferido el nombre de Terminal de Pasajeros del Mocotíes, se encuentra en la Avenida Cristóbal Mendoza de la Ciudad de Tovar, mantiene salida hacia las poblaciones de Bailadores, La Playa, Santa Cruz de Mora, Zea, Guaraque, Río Negro, Mesa Bolívar, así como las ciudades de Mérida y El Vigía, de igual manera a San Cristóbal, Coloncito, La Tendida, La Grita, Pregonero, Cabimas, Ciudad Ojeda, Maracaibo, Barquisimeto, Coro, Punto Fijo, Valencia, Maracay y Caracas.

- Terminal de Pasajeros de Santa Cruz de Mora: es una terminal de transporte terrestre de rutas cortas principalmente, en su mayoría destino rurales, en vista de que el Municipio Antonio Pinto Salinas cuenta con un importante número de aldeas y poblados menores como Mesa Bolívar y Mesa de Las Palmas, sin embargo de este también salen rutas a ciudades como El Vigía, Tovar y Mérida dentro del estado, y ciudades como Maracaibo y Caracas a nivel nacional, se encuentra en la avenida Antonio Pinto Salinas de Santa Cruz de Mora.

- Terminal de Pasajeros de Zea: esta terminal que aún se encuentra en construcción en los terrenos del antigua complejo ferial de la población de Zea aspira albergar 8 líneas de transporte que en la actualidad cubren rutas hacia ciudades como Tovar, El Vigía y Mérida dentro del estado, así como las poblaciones de Coloncito, San Simón y La Tendida en el estado Táchira, además de las rutas hacia la población de Caño El Tigre y las principales aldeas del Municipio Zea.[16]

### Medios de comunicación Social
Prensa
Los medios impresos son de gran importancia en la Zona del Valle del Mocotíes, siendo Tovar el poblado que ha editado la mayor variedad de ejemplares impresos en todo el estado, sin embargo en la actualidad carece de un rotativo propio siendo el Correo del Mocotíes el último diario editado (en el año 2008). En todo el Valle del Mocotíes circulan periódicos de talla regional como:
- Diario Pico Bolívar
- Diario Frontera
- Diario de Los Andes

Además de la conocida prensa nacional como El Universal, El Nacional, 2001, Meridiano, Ultima Noticias, entre otros.
Radio
| Dial (FM) | Emisora y Circuito              | Género         | Localidad          |
| --------- | ------------------------------- | -------------- | ------------------ |
| 88.3      | Contacto                        | Tropical       | Bailadores         |
| 89.3      | La Mega - Circuito Mega         | Underground    | Tovar              |
| 90.1      | Melódica - Comunitaria          | Tropical       | Santa Cruz de Mora |
| 91.7      | Museo - Comunitaria             | Cultural       | Tovar              |
| 93.3      | Campesina - Comunitaria         | Tropical       | Tovar              |
| 96.1      | Valle La Tovareña - Comunitaria | Revolucionaria | Tovar              |
| 97.3      | Café                            | Tropical       | Santa Cruz de Mora |
| 97.9      | Agrícola - Comunitaria          | Tropical       | Bailadores         |
| 98.9      | Magia - Comunitaria             | Variada        | Tovar              |
| 102.1     | Galera - Comunitaria            | Tropical       | Tovar              |
| 104.9     | Mocotíes - Comunitaria          | Variada        | Tovar              |
| 105.5     | Ciudad - Comunitaria            | Romántica      | Tovar              |
| 106.1     | Retorno - Comunitaria           | Tropical       | Zea                |
| 106.7     | Rumbera - Rumbera Network       | Tropical       | Tovar              |
| 107.3     | Cuchilla - Comunitaria          | Tropical       | Zea                |

| Dial (AM) | Emisora         | Ciudad |
| --------- | --------------- | ------ |
| 1100      | Radio Occidente | Tovar  |

Televisión
- T.C.T. (Televisora Cultural de Tovar)
- Zea TV
- T.V.C.B. (Televisora Comunitaria de Bailadores)

## Turismo
La Zona del Mocotíes ha sido una de las sub-regiones con mayor avance en el sector turístico del estado Mérida, llegando a alcanzar la tercera posición en dicho ámbito, detrás de la Zona metropolitana y los Pueblos del Páramo.
De igual forma su importancia turística radica en sus atractivos naturales entre los cuales destaca la extensa cadena montañosa con características de páramos nublados, los cuales se elevan desde los 1.500 msnm hasta los 3.000 msnm entre las cuales se destacan el Parque nacional General Juan Pablo Peñaloza,  (Páramos El Batallón y La Negra).
- Páramo de Mariño: un punto turístico de gran importancia, perteneciente al páramo el Batallón, dicha formación boscosa es compartida por 3 municipios del Estado Mérida y 2 municipios del estado Táchira, a Tovar le compete una zona de bellas montañas y de paisajes exuberantes donde ubicamos varias comunidades dedicadas a la agricultura, como también una formación lacustre del tipo laguna llamada por los suyos como “Laguna Blanca” ubicada a unos 2000 msnm, esta actualmente fue recuperada por los organismos competentes del municipio dándole una forma de espejo debido al hermoso reflejo de la zona proyectado en este; junto a este se encuentra un parque recreacional de nombre “Parque Turístico Páramo de Mariño” y frente a este una cómoda posada llamada “La Montaña” la cual cuenta con amplios cuartos, restaurante, cancha de bolas criollas, mesas de pool y áreas de recreación. Por otra parte al Municipio Rivas Dávila le compete las formaciones lacustres más altas como la laguna de los Lirios y la de Las Palmas, esta última a unos 3.500 msnm.

- Páramo de La Negra: región montañosa ubicada en Los Andes venezolanos, compartida por 2 municipios del Estado Mérida y 1 municipio del estado Táchira. Localidades como La otra banda, las playitas y las tapias del Municipio Rivas Dávila y localidades como Guaraque del Municipio Guaraque son las que se encuentran bajo la jurisdicción de este parque nacional.

### Turismo enTovar

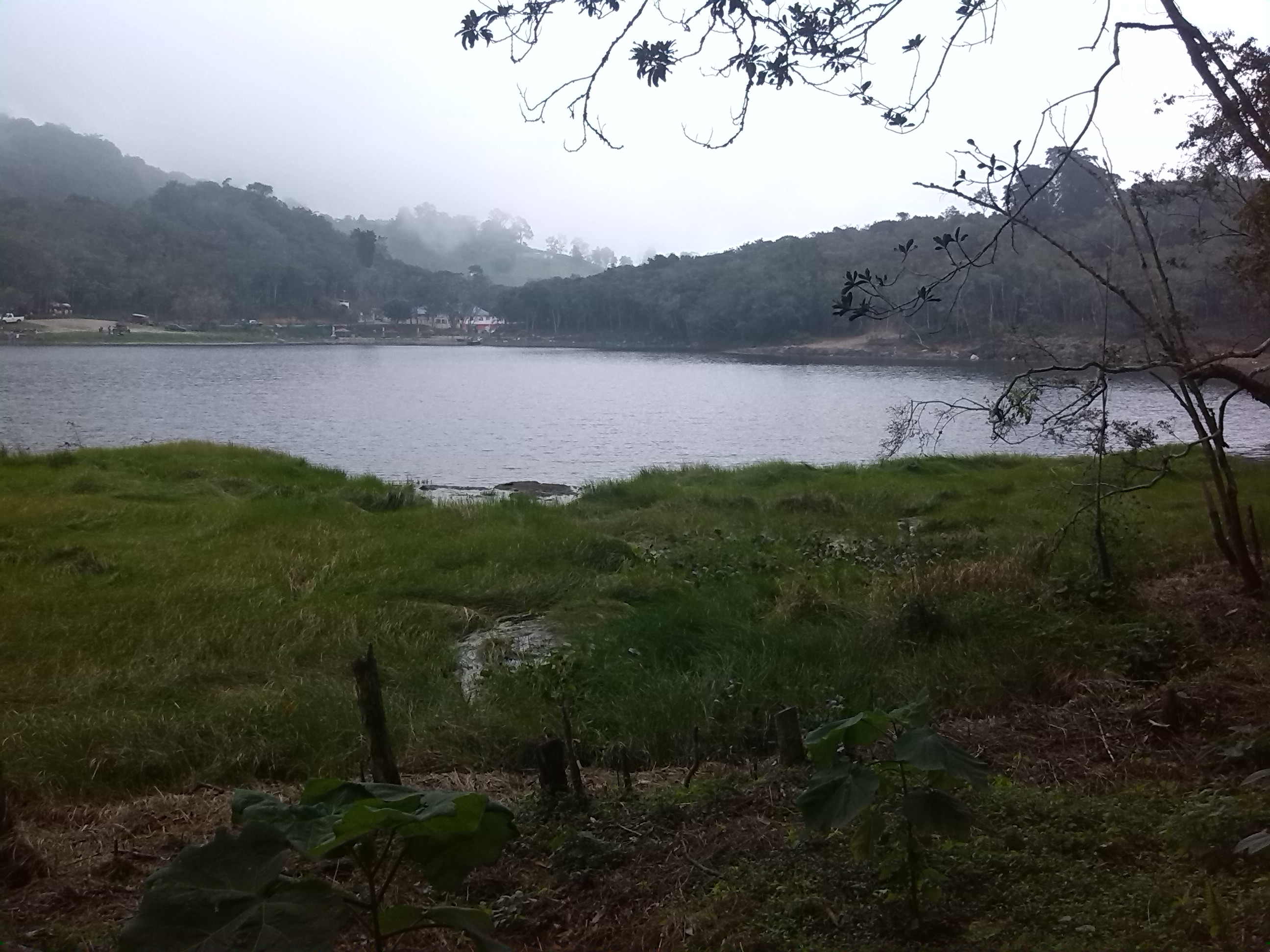
Laguna blanca en el páramo de mariño

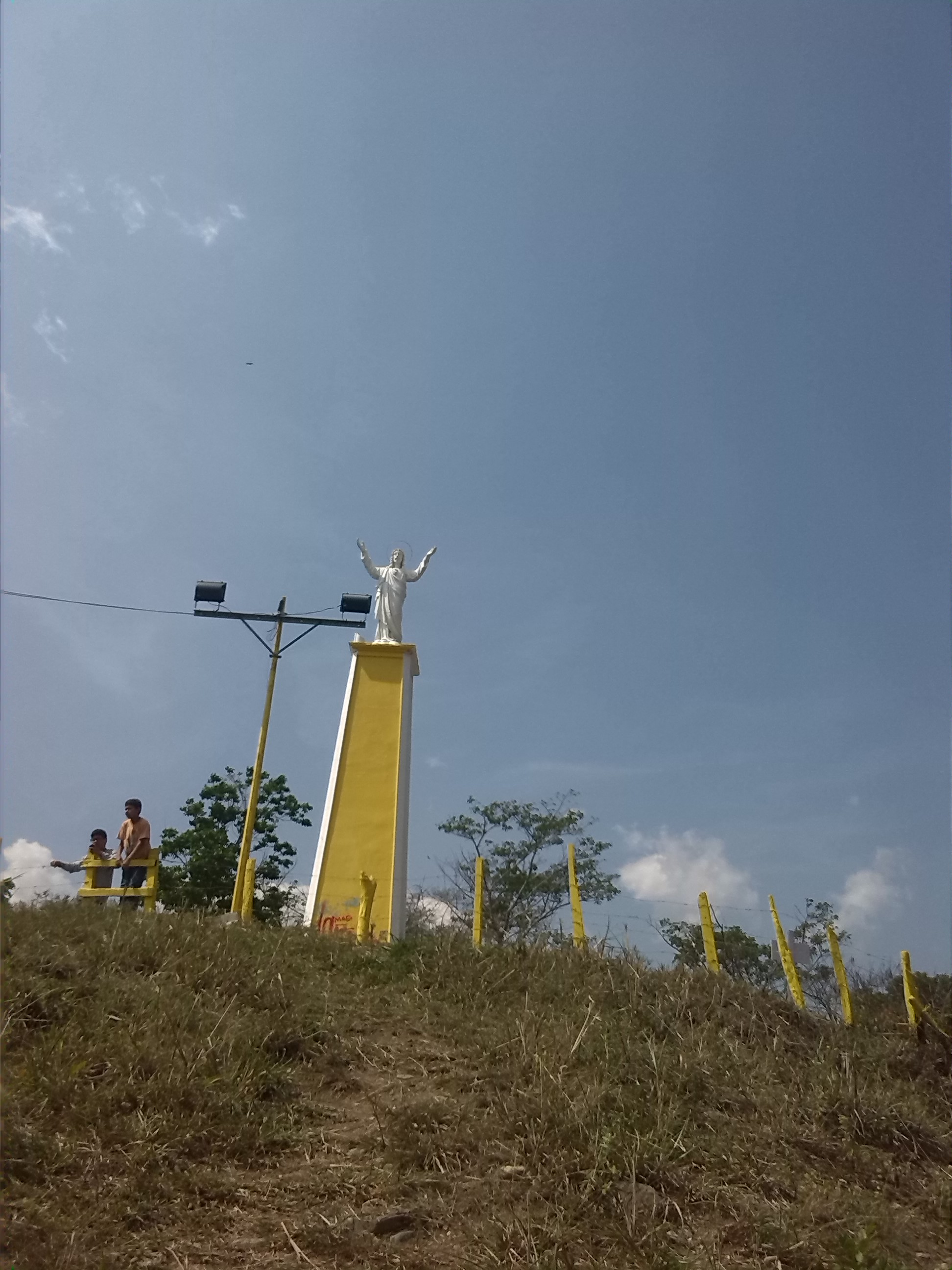
Vista del cristo rey en el Municipio Tovar

- El Monumento Natural “Meseta La Galera”: es una formación montañosa en forma de cerro plano tipo Tepuy de aproximadamente 1 km de largo, Tiene una superficie de 95 ha y con una altura de 1055 msnm en su punto más alto y 935 msnm en su punto más bajo ubicado entre las parroquias El Llano y Tovar en pleno casco urbano de la ciudad separando a esta del Río Mocotíes y el Cerro “Loma de La Virgen”, constituye una formación geológica de singular belleza y atractivo paisajístico dentro del área urbana, llena de verdor el cual es considerado como un importante pulmón de la ciudad. Fue decretado monumento natural de Venezuela por el entonces presidente de la república Carlos Andrés Pérez según DECRETO N.º 2352 de 5 de junio de 1992 y publicado en Gaceta Oficial N.º 4548 (Extraordinaria) de 26 de marzo de 1993 por ser Unidad geomorfológica depositada durante el cuaternario, de origen fluvial. En la actualidad la ilustre Universidad de los Andes plantea el proyecto de un parque ecoturístico de gran magnitud e impacto socioeconómico el cual permitirá a propios y extraños un paraíso de descanso en medio de un centro urbano que va en desarrollo cada vez más.[17]

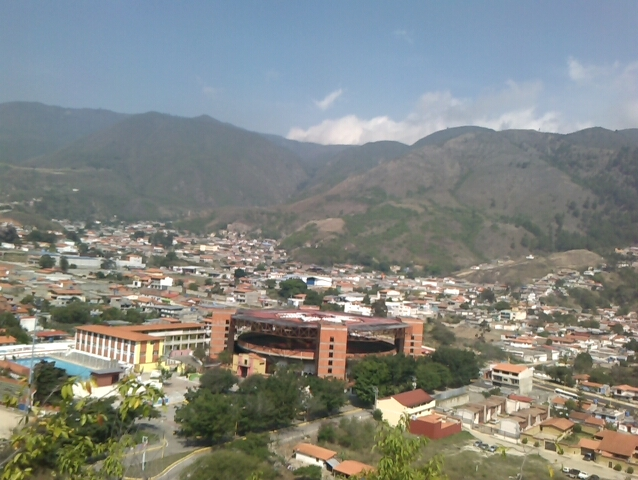
Complejo recreacional Claudio Corredor Muller

- Complejo Cultural y Recreacional “Claudio Corredor Muller”: conformado por el Estadio Olímpico Municipal “Ramón Chiarelli”, la Piscina Olímpica “Teresita Izaguirre”, la Biblioteca de los niños actual infocentro y sede de Fundacite Mérida, el Anfiteatro Juan Eduardo Ramírez y la Plaza de Toros de Tovar también llamada “Coliseo el Llano” con capacidad para 9.000 espectadores, esta última posee una gran importancia pues la ciudad cuenta con una gran afición taurina, además es la única plaza de toros techada de Venezuela y la tercera del mundo

- Santuario Diocesano de Nuestra Señora La Virgen de Regla: icono importante de la vida espiritual de los Tovareños, Ubicada al frente de la Plaza Bolívar, esta primitiva Capilla se Inicia en febrero de 1772, siendo concluida en 1773, desde entonces ha pasado por una serie de remodelaciones debido a situaciones que estaban fuera de lo esperado como el terremoto de 1894. La majestuosidad del templo, sus profundas raíces históricas y de participación popular, hace que sea declarado Monumento Nacional en 1960, según Gaceta Oficial 2 de agosto, Numeral 26320.[18] Su estructura es de tipo Colonial con raíces barrocas la cual no se compara con ninguna en todo el país.

- Plaza Bolívar: ubicada en el centro de la ciudad es un punto de encuentro y distracción para sus habitantes, se constituye de 3 niveles o terrazas cada una con un diseño diferente, posee una variedad de árboles y de especies animales, además de un escenario artístico, bancas de concreto, zonas verdes y una hermosa estatua del libertador que junto a su espada cuida y vigila el templo de la virgen de regla ubicada al frente de este, aparte de la iglesia en sus alrededores se encuentran la sede del consejo municipal, el comando de la Guardia Nacional Bolivariana, el radio-teatro, el Centro Cultural "Elbano Méndez Osuna" sede de la extensión Universitaria "Valle del Mocotíes" de la Universidad de los Andes), de la Oficina de Apoyo Tovar de la Universidad Nacional Abierta, La Fundación de Artes Escénicas "Giandomenico Puliti" y la Fundación "Festival del violín de los Andes", la emisora de radio más importante de la región (Radio Occidente) y la Biblioteca pública “Julia Ruiz” ubicada en el sótano de la plaza.

- Balneario de Cucuchica: es un pequeño paraje natural, originado por un represa rústica erigida sobre el cauce de la Quebrada de igual nombre, la cual se caracteriza por sus aguas cristalinas y dulces, de temperaturas frías en medio de un cañón natural entre los cerros de Santa Barbara y Loma Larga, al noreste de la ciudad de Tovar.

- Mercado Municipal de Tovar: es una importante Infraestructura de la ciudad que sirve como epicentro económico de la zona, ya que en él se venden los productos cultivados y cosechados en verdes campo del Valle del Mocotíes, hortalizas, frutas y flores, así como productos de consumo provenientes de animales como carnes de bovinos, porcinos, aves, peces, entre otros. Es una edificación que a su vez presta fines turísticos ya que en el también son presentados al público productos hechos a mano típicos de la zona, como pasamontañas, bufandas, franelas, zapatos, cuadros, esculturas, entre otros.

### Turismo enSanta Cruz de Mora

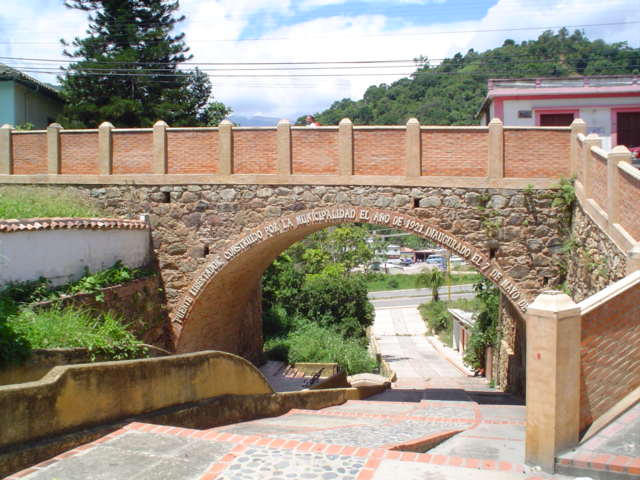
PUENTE LIBERTADOR.

Santa Cruz de Mora y el Municipio Antonio Pinto Salinas poseen atractivos turísticos a explorar, sus históricas obras de infraestructura, sus bellezas naturales y sus manifestaciones folklóricas han permitido fortalecer en los últimos años el turismo en la sub-región del Valle del Mocotíes, así como en el propio estado Mérida. Entre los principales atractivos turísticos tenemos:
- Hacienda La Victoria: con sus museos del inmigrante y del café, es una vieja casona, ubicada a 5 km de Santa Cruz de Mora. Resalta su importancia como recuerdo de los asentamientos cafetaleros en las postrimerías del siglo XIX y comienzos del siglo XX. Así mismo se hace referencia a su restauración, como obra única en la provincia venezolana, buscando con ello promover la cultura y el turismo en la región merideña. Históricamente se comenzó a edificar mucho antes de 1893. Esta antigua casona fue construida con paredes de tierra, extensos corredores y amplios patios donde se esparcían los granos que allí se cultivaban para ser secados por el sol. Los herederos de esta propiedad traspasaron sus derechos al Ejecutivo del estado Mérida el 24 de octubre de 1990. La casa de la hacienda ha sido reconstruida íntegramente, gracias al deseo vehemente y entusiasta del doctor Jesús Rondón Nucete, fue posible rescatarla y darle una finalidad múltiple.

- Iglesia Nuestra Señora del Carmen en Santa Cruz de Mora.

- Posada Turística El Puente

- Parque Turístico "Cascada del Guayabal".

- Petroglifos de San Isidro.

- Puente "Libertador" o Puente el Arco.

- Parque Recreacional "El Diamante".

### Turismo enBailadores

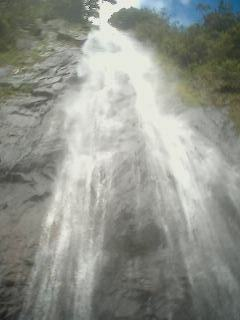
Cascada de Bailadores.

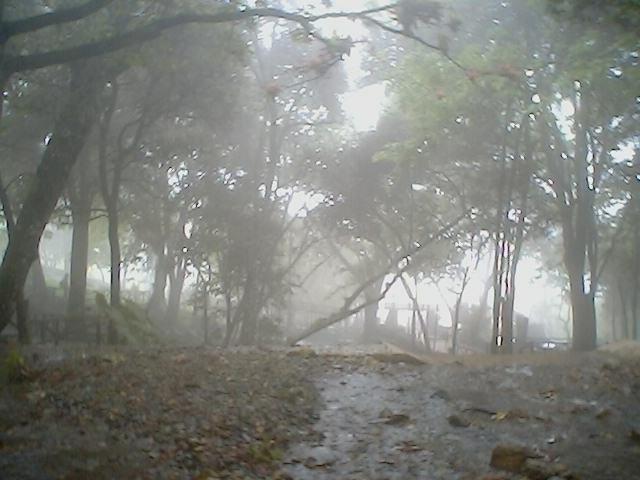
Parque India Carú de Bailadores.

Es conveniente reafirmar que Bailadores fue centro de importantes y numerosos sucesos a lo largo del período de la Independencia y posteriormente a ésta, debido a su ubicación y a la importancia que la ruta de la Cordillera vinculante de Centro y Occidente de Venezuela tuvo en los Siglos XVIII, XIX y XX. La Carretera Trasandina vinculó esta zona con el Centro del País a partir del año 1925.
Dada su escenografía natural propia para un óptimo turismo de contemplación, el amplio Valle y las montañas que contrastan con el mismo, ofrecen panoramas turísticos de inigualable belleza; entre otros se destacan:
- La Santuario Diocesano de Nuestra Señora de la Candelaria: es un edificio religioso de la Iglesia católica de corte Gótico-Romano localizado frente a la Plaza Bolívar de la población de Bailadores,[19] la cual empezó como una capilla dedicada a la virgen de la Candelaria en 1634, sufriendo daños en los temblores y/o terremotos de 1824, 1932 y 1894. La actual estructura data de 1936.[20]

- La Plaza Bolívar y en sus alrededores

- La Casa Bolivariana (antigua histórica Casa de los Belandrias): donde pernoctó el Libertador Simón Bolívar en tres oportunidades incluyendo la oportunidad en la que paso por dicha localidad con motivo de la Campaña Admirable el 19 de mayo de 1813.

- La Casa Municipal: hoy ayuntamiento y sede del Consejo Municipal del Municipio Rivas Dávila, remodelada con motivo de la Celebración Cuatricentenaria del poblado el 14 de septiembre de 2001.

- Las Lagunas de la Aldea Mariño (Las Palmas y Los Lirios) ubicadas sobre los 3.000 msnm

- El Parque Turístico Recreacional "Cascada "India Carú".

- El Parque Recreacional "Bailadorcitos".

- El Molino de las Tapias

- La Piedra del Salado

- Las Aguas Termales

- La Cascada el Buque

- La Eme o "M" en la Aldea las Playitas

El Museo de Historia y Tradiciones “Dr. Humberto Barillas” ubicado en la Plazuela, Calle 11 de Bailadores, donde Ud, podrá apreciar piezas únicas de antaño como fonógrafos, armas, muestras arqueológicas.

### Turismo enZea

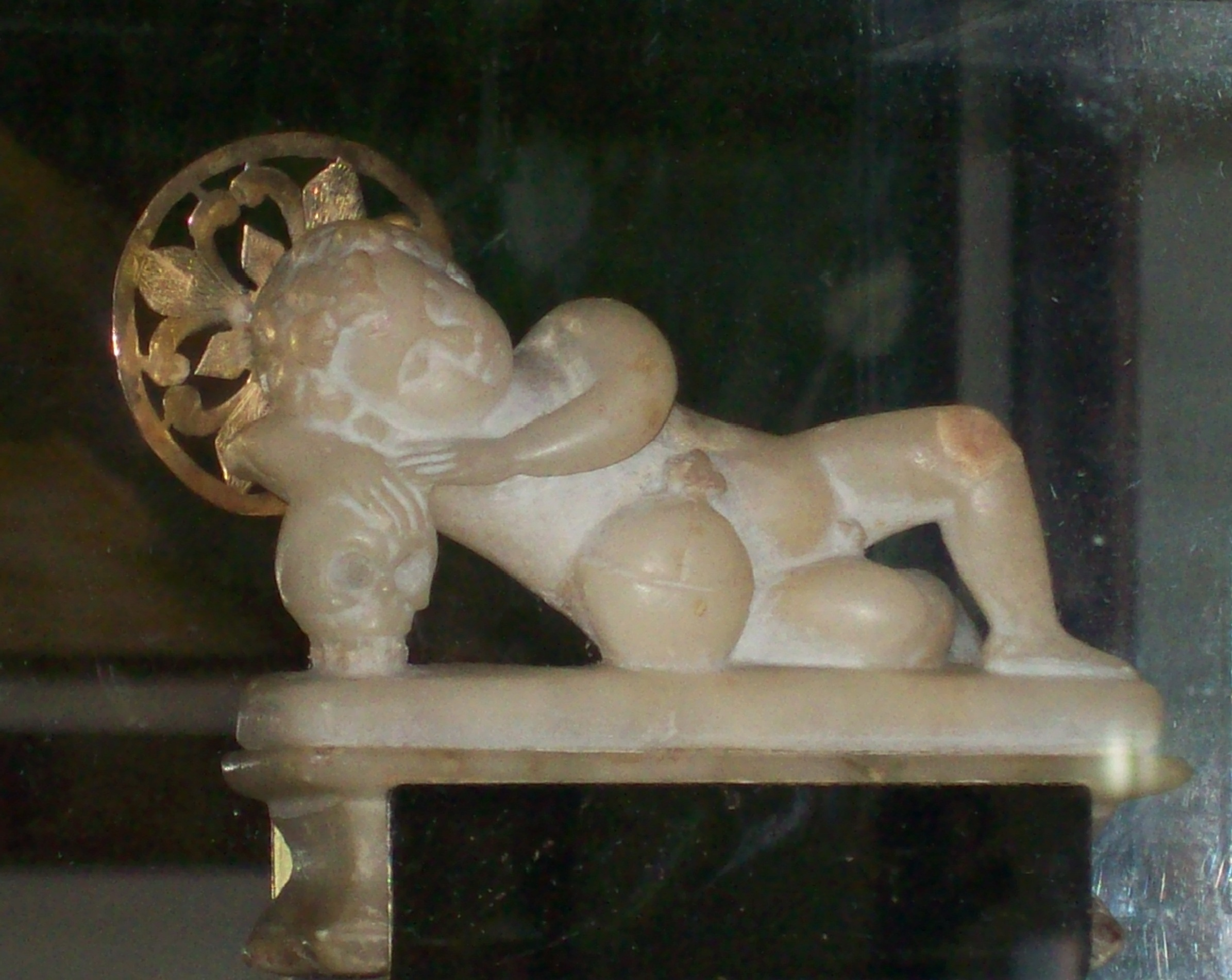
Imagen del Santo Niño de la Cuchilla.

El pequeño Rinconcito Encantado posee sitios de interés histórico y turístico como:
- La Plaza Bolívar: la cual tiene una estatua de cuerpo completo del Libertador en cuya base hay unas grandes placas de mármol que dicen: "A Bolívar Libertador y Padre de la Patria, en el centenario de la elevación del caserío de Murmuquena a la categoría de parroquia con el nombre de Zea en honor del ilustre sabio y patriota gran colombiano y presidente del Congreso de Angostura, 1950". "Aunque con resultado adverso, en tierras de Murmuquena se derramó sangre por la patria el 19 de mayo de 1812 cuando el comandante realista Antonio de Ugarte, Gobernador de Mérida, derrotó las fuerzas republicanas del Comandante Francisco Yépes. Fuerzas del Comandante en Jefe español Francisco Tomás Morales, derrotadas el 23 de enero de 1823 en el páramo de Mariño por el ilustre jefe patriota Juan Antonio Paredes. Pasaron huyendo por Murmuquena hacia Zulia y sus oficiales obligaron a los vecinos a cargar en hombros sus maltrechos equipajes y menguado parque".

- Monumento a los fundadores del pueblo: ubicado en la entrada del pueblo por la vía que conecta con la Ciudad de Tovar, las placas dicen: "Zea a los fundadores de Borbuquena Felipe Márquez, Matías Escalante y Juan Antonio Escalante. 1786. 25 de abril de 1996".

- La Iglesia de Nuestra Señora la Virgen de Las Mercedes: ubicada en el centro del poblado, en frente de la Plaza Bolívar.

- Capilla del Santo Niño de la Cuchilla: es un pequeño templo ubicado en una serranía o cuchilla, a pocos metros de la población de Zea, la cual sirve como santuario de una imagen del Niño Jesús la cual cuenta con una importante veneración en la Región Occidental del país, La imagen del Santo Niño de la Cuchilla está hecha de alabastro, representa al Divino Niño recién nacido, recostado en la losa del un sepulcro con el mundo en la mano, y la cabeza reclinada sobre el brazo derecho en actitud durmiente, con una calavera por almohada. Su tamaño es de 09 cm aproximadamente. Sobre su aparición han surgido muchas versiones que se han tejido, producto de la tradición oral; pues hay algunas que a manera de cuento o leyenda. Al hacer una entrevista con la Srta. Josefa Barrios Mora, nos da un relato de manera verídica y si se quiere con mayor lujo de detalles sobre la manera cómo el Santo Niño llegó a Zea, quien a pesar de sus 93 años con una lucidez extraordinaria se puede relatar esta historia, escuchada de sus propios labios y de manera original. En su nombre se realiza una de las expresiones folclórico-religiosas más importantes de Venezuela, y la más importante del Mérida, efectuada cada 06 de enero cuando se hace su subida desde la Iglesia de Nuestra Señora la Virgen de Las Mercedes en Zea hasta la Capilla del Santo Niño de la Cuchilla.

## Distrito Sanitario Tovar
El "Distrito Sanitario Tovar" es un ente jurídico subordinado a la Corporación de Salud del estado Mérida CORPOSALUD conformado por los Municipios Rivas Dávila, Zea, Antonio Pinto Salinas,  Guaraque y Tovar, siendo la localidad de Tovar la cabecera del mismo en se ejerce la Jefatura de la entidad sanitaria, así como las coordinaciones operativas de los servicios de atención médica, apoyo diagnóstico y apoyo terapéuticos, los Programas de Salud, Epidemiología, la Demarcación Sanitaria de Salud Ambiental y Contraloría Sanitaria.

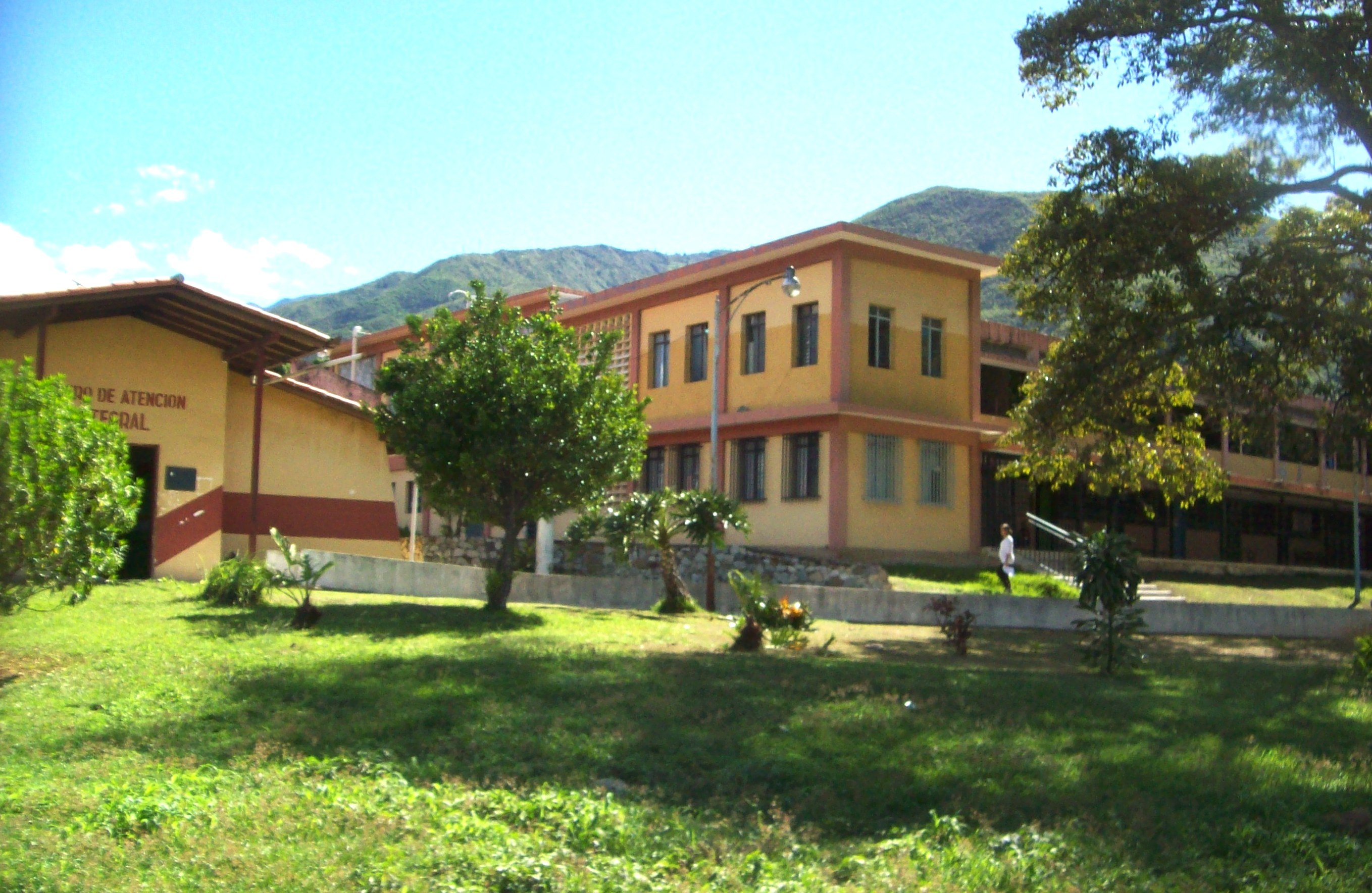
Vista del Hospital tipo II San José de Tovar, principal centro de salud del Valle del Mocotíes

El Valle del Mocotíes cuenta con una modesta pero eficiente red de salud pública y Privada, encabezada por el Hospital tipo II "San José", centro asistencial con capacidad de 115 camas, emergencia general las 24 horas, más de 10 especialidades médicas, servicios de apoyo como Rayos X, Laboratorio Clínico, Odontología, Servicio de Alimentación, Consulta Nutricional, Registros y Estadísticas de La Salud y dos (02) quirófanos para cirugías no complejas en las áreas de Medicina General, Pediatría, Ginecología, Obstetricia, Urología y Traumatología, así como Sala de Parto; de igual manera cuenta con una de las 3 unidades de Medicina Forense del estado, pero en conjunto a los demás municipios constituye una amplia red de salud conformado por:
- Hospital tipo II "San José" de Tovar

- Hospital tipo I "Dr. Heriberto Romero" de Santa Cruz de Mora

- Hospital tipo I "Aida de Montilva" de Bailadores

- Centro de Diagnóstico Integral "Gian Domenico Pulíti" de Tovar

- Centro de Diagnóstico Integral de Santa Cruz de Mora

- Sala de Rehabilitación Integral "Don Pedro Gil" de Tovar

- Sala de Rehabilitación Integral de Santa Cruz de Mora

- Ambulatorio Urbano tipo I "Centro de Atención Integral" en Tovar

- Ambulatorio Urbano tipo I "Las Acacías" en Tovar

- Ambulatorio Urbano tipo I "Alberto Adriani" en Zea

- 13 Ambulatorios Rurales tipo II

- 32 Ambulatorios Rurales tipo I

- IPASME Nacional de Tovar (solo Consultas)

- ClíniSalud de Tovar (Privado) (Hospitalización)

- Centro de Especialidades Médicas C.A. de Tovar (Privado) (Hospitalización)

Debido a su ubicación geográfica, vías de comunicación y a la calidad de sus instalaciones de salud, el Distrito Sanitario Tovar, y en especial la ciudad de Tovar presta servicio a las localidades de La Tendida del Municipio Samuel Dario Maldonado, San Simón del Municipio Simón Rodríguez, La Grita del Municipio Jáuregui y Pregonero, Siberia, Laguna de García y Potosí del Municipio Uribante, todas localidades del Estado Táchira.